# Curití
Curití es un municipio del departamento de Santander, Colombia, forma parte de la provincia de Guanentá.

## Fundación
El proceso de fundación de Curití está enmarcado dentro de los siguientes hitos:
- 1602: fueron congregados los indios y dotados de tierras de resguardo.
- 1617: El oidor Lesmes de Espinoza Saravia le ordenó a los 129 indios residentes en el lugar, trasladarse al pueblo de Moncora (actual Guane) orden que no fue obedecida por los nativos.
- 1642, 16 de julio: El oidor Diego Carrasquilla Maldonado les delimitó las tierras de resguardo a los aborígenes, comprendido desde la quebrada de Curití a otra llamada Cuchicute "para que la gocen y posean como cosa suya en común y en particular".
- 6 de marzo de 1780: Los sitios de Clavellinas (San Gil) y Macaregua (Barichara), cedidos a favor de Curití.
- 1781: Por orden del visitador general del Arzobispado se fijaron los límites a los territorios de los Curatos de Barichara, San Gil y Curití.Invasión de los territorios Guane.
- 1784: Los indios de Curití manifiestan que desde la creación del pueblo, no solo han morado los blancos, sino que la mayor parte del pueblo está casado con ellos
- 1806, 19 de septiembre: Se erige la parroquia de San Joaquín de Curití.
- 1807, 24 de junio: Publicado en Curití el título de parroquia.
- 1824: Curití adquiere la categoría de distrito parroquial.
- 1844: Curití es incorporado a la Provincia de Guanentá.
- 1859: El sitio de Paloblanco, separado de San Gil y agregado a Curití.
- 1870: Como su población asciende a 4179 habitantes es ascendido a parroquia.

## Geografía
Curití se encuentra ubicado geográficamente 6°36′36″ latitud Norte y 73°4′18″ longitud Oeste, ubicado al Centro Oriente del Departamento, enclavado en la Cordillera Oriental. El perímetro o zona urbana y sus respectivos límites fueron establecidos mediante acuerdo municipal n.º 008 del 22 de mayo de 1997.
El actual casco urbano tiene una extensión de 42,94 hectáreas, está constituido por 10 barrios, 56 manzanas, 801 casas y 110 lotes ubicados alrededor del parque central. Lo atraviesa la Carretera Troncal del Oriente que comunica a Bucaramanga con Bogotá.

### Límites
- Al norte limita con los municipios de Jordán Sube y Aratoca.
- Al oriente limita con los municipios de Molagavita, Cepitá y San Andrés.
- Al sur limita con los municipios de Mogotes y San Gil.
- Al occidente limita con los municipios de San Gil y Villanueva.

### Hidrografía
El municipio de Curití está bañado por el río Chicamocha, las quebradas Cantabara, La Laja, Curití y Cuchicute, todas ellas son sus principales cuencas hidrográficas; existen otras vertientes pequeñas como son Boquerón-Tapias, Peñanegra y El Peligro, pequeñas microcuencas.

### Regiones
El municipio posee tres regiones muy bien definidas y caracterizadas que son: la oriental con terrenos pendientes y abruptas sobre el Cañón del Chicamocha; la central, ondulada y de buenas condiciones agrícolas, y la zona occidental, con terrenos discontinuos y floraciones rocosas que le dan un renglón de importancia en minería por sus riquezas en mármol negro y piedra caliza.

### Zona urbana y rural
El municipio forma parte de la provincia de Guanentá, se compone de la cabecera urbana y la zona rural; tiene una extensión de 247 km². En la zona urbana está ubicada la sede de la Administración Municipal, oficinas de administración de servicios públicos, parque principal, el Hospital Integrado San Roque, el Colegio Eduardo Camacho Gamba (sección primaria y secundaria), la iglesia,  el Banco Agrario, la Cooperativa Coomuldesa, la Casa de la Cultura y el Polideportivo municipal.
La zona urbana está compuesta por 10 barrios que son:
| - La Palma - San Roque - La Plazuela - El Centro - Las Brisas | - Villa del Rosario - El Libertador - El Bosque - José Antonio Galán - Altos de San Jorge |

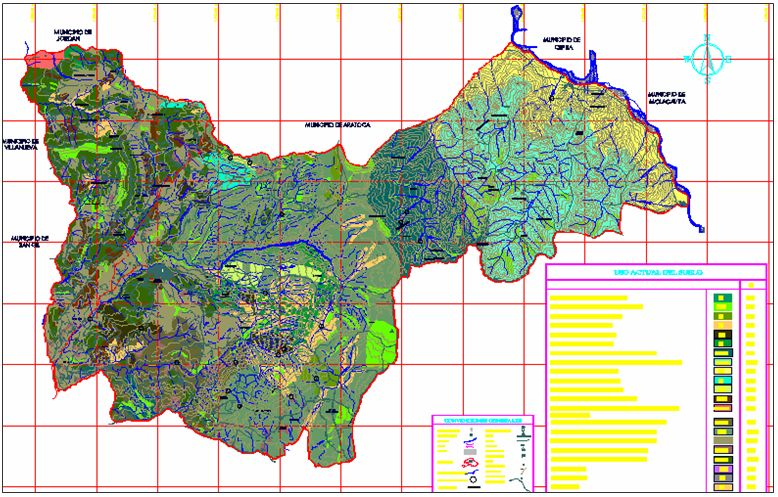
Mapa geográfico de Curití.

La zona rural está compuesta de 39 veredas que son: 
| - Acacias - Arenales - Cañaveral - El Basto - El carmen - Cantabara - La Cantera - La Ceiba - Colmenitas Alto - Colmenitas Bajo | - El Común - Cuchicute - Despensas - Irapire - La Laja - Arbolsolo - Llano de Navas - Macanillo - Manchadores - La Mesa | - Palo Blanco Alto - Palo Blanco Bajo - Palo Cortado - Palmar - Palmira - La Peña - Piedra Gorda - El Pino - El Placer - Quebrada Seca | - El Rodeo - San Carlos - San Francisco - Tapias - Tirapaza - El Uvo - Las Vueltas - Zamorano - Pescaderito |

## Cultura
Respecto a festividades y eventos culturales, en el municipio se realizó en el año 2004, el Festival del Turismo y la Artesanía, como producto de la iniciativa comunitaria, e igualmente, se apoyarán eventos como el día del campesino, día de la mujer, día de las madres, día del hombre, las celebraciones navideñas, día de la tierra y los recursos naturales, día de la raza, entre otros, a través de los cuales se exalten la identidad, los valores, la tradición y la cultura que nos caracterizan.
La principal fuente de subsistencia en el municipio es la agricultura, asimismo, es la mayor actividad económica desarrollada, con parcelas de pequeña extensión y con un bajo grado de desarrollo tecnológico, caracterizada también por la escasez de recursos financieros y altos niveles de autoconsumo, el trabajo de la fibra proveniente de mata de fique es parte de la cultura del municipio desde tiempos de la colonia y actualmente es común el uso de la fibra de fique para la producción de artesanías como bolsos, correas, alfombras, cortinas, individuales entre otros productos.
Una comida tradicional es la «hormiga culona», cultura compartida con otros municipios del departamento de Santander. Estas hormigas solo se obtienen una corta temporada del año entre los meses de abril y marzo normalmente. Estas se consumen tradicionalmente fritas después de quitarles las alas y patas. Las hormigas son muy apetecidas por las personas de dentro y fuera de la región, pues se consideran un plato exótico y afrodisíaco.

## Economía
Los principales productos cultivados y comercializados son: fríjol tecnificado, fique, tabaco rubio tecnificado, yuca tradicional, plátano tradicional, maíz tecnificado, arveja verde tecnificada y tomate tecnificado.
En forma general tenemos que los usos de la tierra en Curití son los siguientes: áreas dedicadas a cultivos permanentes 1058 hectáreas (4.3 %), cultivos anuales 1638 has. (6.6 %), pastos 2945 has. (11.9%), bosques 4.002 has. (16,3 %) y tierras improductivas o en descanso 15047 has. (60.9 %). Del área cultivable el 33 % es frijol, el 27 % maíz, el 9 % plátano y café, el 9 % yuca, 7 % tabaco y en una proporción menor caña panelera, fique, tomate y cítricos.
A la fecha, el sector fiquero y artesanal de Santander representa una parte importante de la economía del departamento, y se ubica básicamente en la provincia Guanentina, con nueve municipios para un total de 11.300 familias que derivan sus ingresos de la producción y venta de fique, y otra tanta población involucrada en el proceso manual de la fibra, convirtiéndola en costales y en hermosas artesanías.

## Turismo

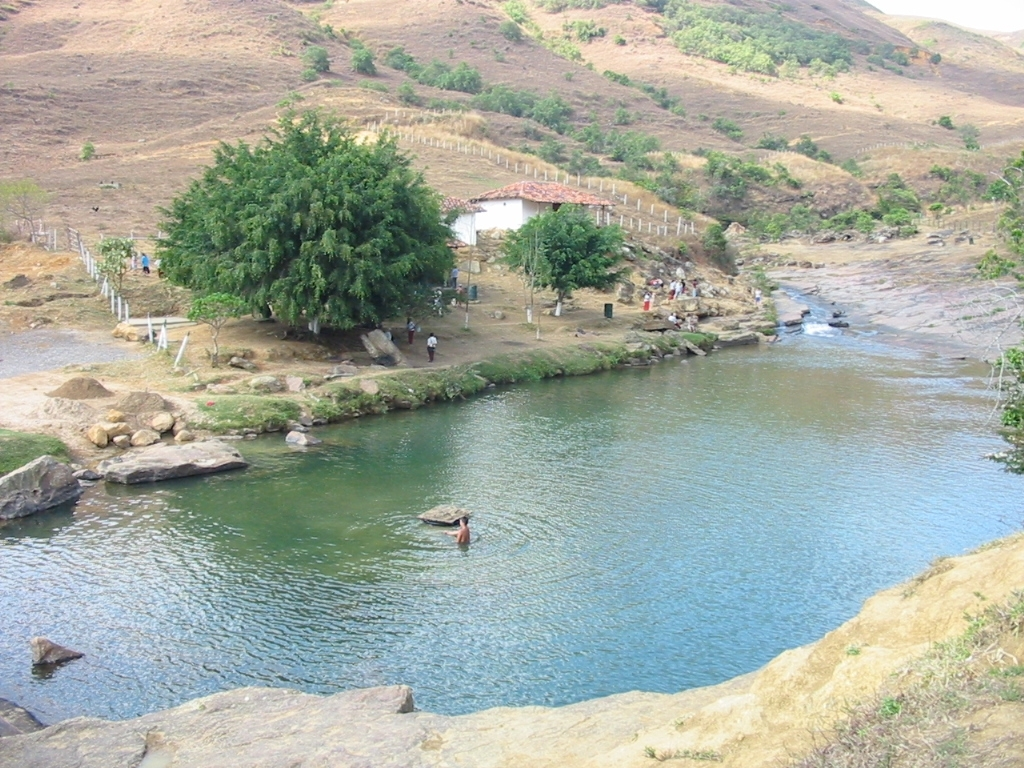
Pozo la Batea, Balneario Pescaderito.

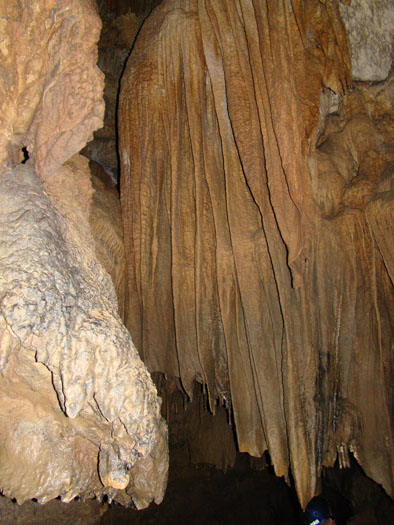
Cueva de la Vaca.

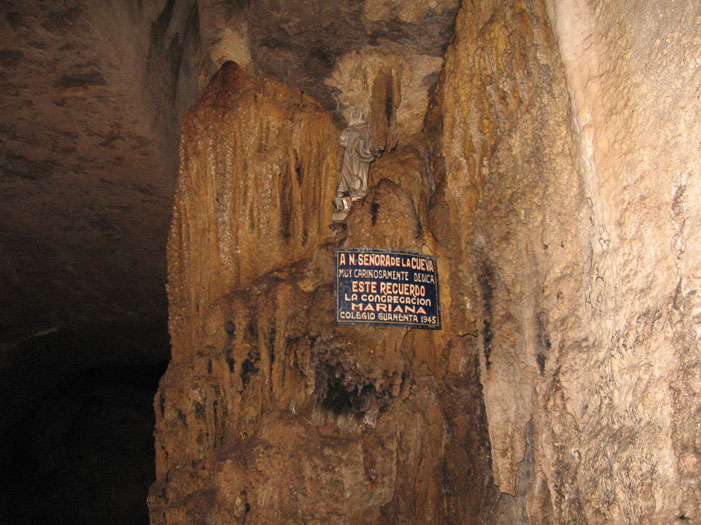
Cueva del Yeso.

El potencial turístico que posee el municipio de Curití le ha permitido posicionarse a nivel regional y departamental. Su aptitud turística, unida a la historia y la tradición que posee, son sus principales bases para gestar empleo y progreso para los curiteños.
Uno de los principales atractivos turísticos es el balneario Pescaderito, ubicado entre las veredas El Carmen y El Común, brinda un plan familiar en el que es típico encontrar los tradicionales paseos de olla colombianos y permite disfrutar de diferentes pozos naturales. Igualmente está la Cueva del Yeso, localizada entre las veredas Quebrada Seca y El Placer, catalogada como la cueva más linda de Santander, la cual cuenta con majestuosas formaciones y galerías que cautivan a sus visitantes con su exuberante belleza. Es una cueva totalmente seca, donde el visitante observará imponentes galerías y enormes formaciones calcáreas, creando un mundo diferente bajo tierra.
La casa del Conde de Cuchicute, ubicada en la vereda del mismo nombre; la Cueva de la Vaca, ubicada en dirección a la vereda El Palmar, a 5 minutos del casco urbano, ofrece una gran oportunidad para la práctica de la espeleología, tras un descenso vertical inicial de 4 metros se puede empezar una travesía épica a través de este laberinto húmedo con gran cantidad de atracciones, en la que el visitante se verá en la necesidad de recurrir a desplazamientos como arrastrarse, gatear, nadar y sumergirse para poder disfrutar a plenitud una aventura extrema. Es catalogada como la cueva más extrema de Santander, ya que cuenta con los mejores escenarios dispuestos a cautivar a sus visitantes con su incomparable belleza. El Cementerio Indígena, ubicado entre las veredas Cañaveral y El Uvo, permite una experiencia de acercamiento a la desaparecida cultura de los indígenas guanes.
Curití ofrece espectaculares senderos ecológicos para que los turistas disfruten de las caminatas ecoturísticas con gran variedad de flora y fauna y excelente clima.  El Parque Natural El Santuario, localizada en la Vereda La Cantera, exactamente detrás de la escuela fue declarado Parque Natural por Acuerdo 12 de 24 de noviembre de 1994 del Honorable Concejo Municipal, en el mismo se prohíbe la tala de bosques y se exige la preservación de su flora, fauna y demás recursos naturales. Está dividido en tres zonas separadas por plazoletas de forma circular, sin vegetación, conocidas también con el nombre de parches, estas son inexplicablemente naturales; también son dignos de admiración los laberintos en piedra. El santuario posee vegetación exótica típica de la selva, y algunos animales representativos de nuestra fauna como: picures, faras, tinajos, armadillos, iguanas y reptiles, entre ellos gran variedad de serpientes. El éxito de la travesía consiste en cruzar el santuario a lo largo sin perderse o sin regresar al sitio de inicio. Desafortunadamente la riqueza arqueológica dejada en el lugar como herencia de nuestros antepasados, especialmente trabajos en cerámica precolombina, fue saqueada, tal como buena parte de su riqueza natural. Todos debemos amar y respetar este pulmón de nuestra heredad con orgullo de curiteños. Existen otros escenarios turísticos de una belleza natural sin igual, que merecen incluirse en la plataforma turística como son: El Morro del Indio en la vereda Irapire, el Hoyo Frío en la vereda El Rodeo, La Piedra Gorda y la Cueva del Sapo en la verreda Macanillo, entre otros.
La estratégica posición geográfica del municipio con respecto a la vía que conduce a Bucaramanga y Bogotá, unido a la promoción turística, han hecho de Curití un importante atractivo turístico de Santander. El pueblito de las brumas y los atardeceres, como es conocido Curití, cuenta con una gran infraestructura hotelera y zonas de acampada que les brindarán una excelente atención y servicio a sus clientes.